# Рубен Перес
Рубен Перес (ісп. Rubén Pérez del Mármol; нар. 26 квітня 1989, Есіха) — іспанський футболіст, півзахисник клубу «Панатінаїкос».
Виступав, зокрема, за клуб «Торіно», а також молодіжну збірну Іспанії.

## Клубна кар'єра
Народився 26 квітня 1989 року в місті Есіха. Вихованець юнацьких команд футбольних клубів «Есіха» та «Атлетіко».
У дорослому футболі дебютував 2008 року виступами за команду клубу «Атлетіко Мадрид Б», в якій провів два сезони, взявши участь у 53 матчах чемпіонату.
Згодом з 2010 по 2014 рік грав на правах оренди в складі команд клубів «Депортіво», «Хетафе», «Реал Бетіс» та «Ельче».
У 2014 році на правах оренди захищав кольори клубу «Торіно».
Після річної оренди в складі іспанського клубу «Гранада», він уклав повноцінний чотирирічний контракт з командою.
14 липня 2021 року Рубен підписав дворічну угоду з грецькою командою «Панатінаїкос».

## Виступи за збірну
Протягом 2010—2011 років залучався до складу молодіжної збірної Іспанії. На молодіжному рівні зіграв у 5 офіційних матчах.

## Статистика виступів

### Статистика клубних виступів
Станом на 21 травня 2022
| Сезон             | Команда           | Чемпіонат         | Чемпіонат | Чемпіонат | Національний кубок | Національний кубок | Національний кубок | Континентальні кубки | Континентальні кубки | Континентальні кубки | Усього | Усього |
| Сезон             | Команда           | Ліга              | Ігор      | Голів     | Ліга               | Ігор               | Голів              | Ліга                 | Ігор                 | Голів                | Ігор   | Голів  |
| ----------------- | ----------------- | ----------------- | --------- | --------- | ------------------ | ------------------ | ------------------ | -------------------- | -------------------- | -------------------- | ------ | ------ |
| 2009–10           | «Атлетіко»        | ПД                | 1         | 0         | КІ                 | 0                  | 0                  | -                    | -                    | -                    | 1      | 0      |
| 2010–11           | «Депортіво»       | ПД                | 32        | 0         | КІ                 | 5                  | 0                  | -                    | -                    | -                    | 37     | 0      |
| 2011–12           | «Хетафе»          | ПД                | 9         | 0         | КІ                 | 1                  | 0                  | -                    | -                    | -                    | 10     | 0      |
| 2012–13           | «Реал Бетіс»      | ПД                | 25        | 1         | КІ                 | 5                  | 0                  | -                    | -                    | -                    | 30     | 1      |
| 2013–14           | «Ельче»           | ПД                | 31        | 0         | КІ                 | 1                  | 0                  | -                    | -                    | -                    | 32     | 0      |
| 2014-2015         | «Торіно»          | A                 | 6         | 0         | КІ                 | 0                  | 0                  | ЛЄ                   | 2                    | 0                    | 8      | 0      |
| 2015              | «Гранада»         | ПД                | 14        | 0         | КІ                 | 0                  | 0                  | -                    | -                    | -                    | 14     | 0      |
| 2015–16           | «Гранада»         | ПД                | 31        | 0         | КІ                 | 1                  | 0                  | -                    | -                    | -                    | 32     | 0      |
| 2016-2017         | «Леганес»         | ПД                | 30        | 0         | КІ                 | 2                  | 0                  | -                    | -                    | -                    | 32     | 0      |
| 2017-2018         | «Леганес»         | ПД                | 31        | 0         | КІ                 | 5                  | 0                  | -                    | -                    | -                    | 36     | 0      |
| 2018-2019         | «Леганес»         | ПД                | 31        | 0         | КІ                 | 1                  | 0                  | -                    | -                    | -                    | 32     | 0      |
| 2019-2020         | «Леганес»         | ПД                | 26        | 1         | КІ                 | 2                  | 0                  | -                    | -                    | -                    | 28     | 1      |
| 2020-2021         | «Леганес»         | СД                | 37        | 0         | -                  | -                  | -                  | -                    | -                    | -                    | 37     | 1      |
| 2021-2022         | «Панатінаїкос»    | ГС                | 32        | 0         | КГ                 | 8                  | 0                  | -                    | -                    | -                    | 40     | 0      |
| Усього за кар'єру | Усього за кар'єру | Усього за кар'єру | 336       | 2         |                    | 31                 | 0                  |                      | 2                    | 0                    | 369    | 2      |

## Досягнення
- Чемпіон Європи (U-21) (1): 2011
- Володар Кубка Греції (1):

«Панатінаїкос»: 2021-22